# Other Worlds (album)
| Recensione               | Giudizio |
| ------------------------ | -------- |
| Blabbermouth.net         | 9/10     |
| Distorted Sound Magazine | 8/10     |

Other Worlds è il quinto album del gruppo rock statunitense The Pretty Reckless, pubblicato il 4 novembre 2022 dalla Fearless Records.

## Il disco
Si tratta di un album di cover e versioni acustiche di brani già pubblicati nell'album precedente. Alcuni sono frutto di sessions online fatte durante il periodo di lockdown del COVID-19, come Halfway There dei Soundgarden con Matt Cameron alla chitarra elettrica e The Keeper di Chris Cornell con Alain Johannes alla chitarra classica. Tra i brani acustici spicca la cover di Quicksand di David Bowie con Mike Garson al pianoforte.
L'album si è classificato al 58º posto nella classifica Billboard Top Albums Sales negli Stati Uniti ed al 29º posto nella The Official Charts Company nel Regno Unito nel 2022.

## Tracce
Testi e musiche di Ben Philips e Taylor Momsen, eccetto dove diversamente specificato.
1. Got so High (Remix) – 3:20
2. Loud Love – 4:56
3. The Keeper (feat. Alain Johannes) – 4:02 (Chris Cornell)
4. Quicksand (feat. Mike Garson) – 4:41 (David Bowie)
5. 25 (feat. Duncan Watt) (Acoustic version) – 5:13
6. Only Love Can Save Me Now (Acoustic version) – 4:06
7. Death by Rock and Roll (Acoustic version) – 4:09
8. Halway There (feat. Matt Cameron) – 3:20
9. (What's so Funny 'Bout) Peace, Love and Understanding – 2:28 (Nick Lowe)
10. Harley Darling (Acoustic version) – 2:50
11. Got so High (Album version) – 3:20

## Formazione
Hanno partecipato alle registrazioni, secondo le note dell'album:
The Pretty Reckless
- Taylor Momsen – voce, chitarra
- Ben Phillips – chitarra, tastiere, piano, cori
- Mark Damon – basso
- Jamie Perkins – batteria, percussioni

Altri musicisti
- Alain Johannes – chitarra classica nella traccia 3
- Mike Garson – pianoforte nella traccia 4
- Duncan Watt – piano nella traccia 5
- Matt Cameron – chitarra, cori nella traccia 8

Tecnici
- Johnathan Wyman – produttore, missaggio, masterizzazione
- Ben Philips – produttore
- Taylor Momsen – produttore
- Sean Kelly – ingegneria del suono tracce 2, 6, 11
- Ted Jensen – masterizzazione tracce 2, 11

## Classifiche
| Classifica (2022)              | Posizione Massima |
| ------------------------------ | ----------------- |
| Stati Uniti (Top Albums Sales) | 58                |
| Regno Unito (OCC)              | 29                |